# Gustavo Marzi
Gustavo Marzi (* 25. November 1908 in Livorno; † 14. November 1966 in Triest) war ein italienischer Florett- und Säbelfechter.
Marzi nahm erstmals bei den Olympischen Spielen 1928 in Amsterdam teil und holte mit der Säbelmannschaft die Silbermedaille. Bei der Olympiade vier Jahre später in Los Angeles nahm er zusätzlich noch in der Florettwertung teil und holte im Einzelwettkampf die Goldmedaille. Sowohl mit der Säbel- als auch mit der Florettmannschaft konnte er bei den Spielen in Los Angeles die Silbermedaille holen. Bei den Olympischen Spielen 1936 in Berlin holte er mit der Florettmannschaft die Goldmedaille, seine zweite überhaupt. Mit der Säbelmannschaft konnte er die Silbermedaille gewinnen, die er auch im Säbel-Einzelwettkampf gewinnen konnte.
Mit der Florett-Mannschaft gewann er die Internationalen Fechtmeisterschaften 1929, 1930, 1931, 1934 und 1935. Ebenfalls dann die Fechtweltmeisterschaften 1937 und 1938. Zusätzlich krönte er seine Karriere mit Gold 1937 im Florett-Einzel und 1938 mit der Säbel-Mannschaft.